# A. D. Flowers
A. D. Flowers (Hillsboro, 22 de fevereiro de 1917 — Fullerton, 1 de julho de 2001) é um especialista em efeitos visuais estadunidense. Venceu o Oscar de melhores efeitos visuais em duas ocasiões: por Tora! Tora! Tora! e The Poseidon Adventure.